# 王様ランキング
『王様ランキング』（おうさまランキング）は、十日草輔による日本の漫画。漫画投稿サービス『マンガハック』にて、2017年5月20日から毎週土曜日に更新されている。『みんなが選ぶTSUTAYAコミック大賞2019』6位。単行本がKADOKAWAのビームコミックスレーベルより発売されており、2023年6月時点で累計発行部数は220万部を突破している。

## あらすじ
巨人の両親を持ちながら体が小さく、剣すらまともに振れない非力な王子・ボッジ。耳が聞こえず言葉も話せない彼は、周囲から王の器ではないと思われていた。しかし、「カゲ」という友を得たことでボッジの人生は動き出す。

## 登場人物
声の項はテレビアニメ版の声優。

### ボッス王国
ボッジ
声 - 日向未南
本作の主人公。ボッス王国の第一王子。巨人の両親を持ちながら小柄で短剣どころか石すら持ち上げられないほどの非力だが、強さに憧れ母との約束で王になることを夢見ている。非力なことに加え耳も聞こえず言葉も話せないことから第一王子ながら周囲からは軽侮されているが、非常に素直な性格。
回避能力が高い一方、前述の非力さから実力面でも評価が低かったが、デスパーの指導によりどんな硬い物をもひと突きで破壊し、他者を傷つけずに気絶させる活人剣を習得した。
食生活に関しては元々巨人は何でも丸飲みする大食漢であり、ほとんどの毒が効かないほど胃が頑丈であることから料理の腕が壊滅的で、他人が食べると命に関わる。
第一部の終盤、不死身のオウケンには敵わなかったもののダイダの身体を借りたボッスに勝利し周囲から王の器に相応しいと認められる。しかし自ら国を築くべくダイダに自国の王を任せ、再会したカゲと共に旅立ちクヒャ国と同盟を結ぶ。そしてゲスラン軍襲撃の際はカゲを救い出したがザキ神の魔法で死亡。しかしデスハーが事前に与えた力で蘇生し、風任せにゲスラン国へと向かう。
カゲ
声 - 村瀬歩
目玉のついた影のような生物で、絶滅した暗殺集団「影の一族」の生き残り。ひねくれもの。ボッジの言葉を唯一理解できる。幼少のころゲスラン軍に一族を皆殺しにされ、コソ泥のような生活を送っていたが、偶然出会ったボッジの器の大きさに触れ「どんな時も味方になる」ことを誓う。人間ではないが店での買い物などでも特に奇異に思われることはなく、社会に溶け込んでいた。しかし一族の悪評が広まってからは人々に爪弾きに遭っている。
第一部の終盤でボッジが国王と認められた直後、人知れず国を去ったがベビンに捜索されボッジと再会。彼の冒険の旅に同行することに。第二部ではクヒャ国侵略の黒幕がゲスランであることを知り、リンギから協力を求められるも復讐心からボッジを巻き込んだことに負い目を感じ断った。
ダイダ
声 - 梶裕貴、桜井春名（幼少）
ボッス王国の第二王子。巨人と人間のハーフで、ボッジの異母弟。兄とは対照的に文武両道だが、期待を受けて厳しく育てられたせいか、甘やかされたボッジに対して優越感と羨望の入り混じった屈折した感情を抱いている。プライドが高く未熟な部分も多いが、王としての高みを目指すため安易な道には流れない芯の強さも持ち合わせている。
父ボッスの死に際に次期国王に指名されたのはボッジであったが、母ヒリングの策でボッスの跡を継ぐ。しかし、自分を王に推さなかった部下を追放したことやボッスと比しての実力不足が原因で王様ランキングの大幅下落を通告され、そのことで生じた心の焦りを鏡につけこまれてボッスの復活のための憑代として肉体を乗っ取られてしまう。
その後は暗闇の中で当初は怯え泣き続けていたが、やがてボッス・ミランジョの魂を通じて二人の過去の記憶とボッジの非力の真実を知ることになる。第一部の終盤にようやくボッスから解放され、ミランジョの罪と悲しみを受け止めるべく彼女に求婚。ボッジを国王として認めるも、旅に出た彼によりボッス王国の国王を任された。後にメッヒ曰く玉座の真上に父の斧を吊り下げ、いつ何時も気を抜かないようしているとのこと。
名前の由来はダイダラボッチ。
ボッス
声 - 三宅健太
ボッス王国初代国王。王様ランキング7位。人智を超えた剛力を誇る巨人族の戦士で、魔物に襲われていた小さな町を一人で救い、一代で王国を築き上げた豪傑。
若いころは武者修行の旅をしており、ホウマ国にてミランジョの成長を見守りつつホウマ人と共に神々と戦う。しかし彼女がギャクザ人に虐待されたことでギャクザ国を滅ぼし、共に生きることに決めた。チャビに成す術なく敗北したことで魔神と契約。「寿命」と「後に生まれる子供の力」を代償に「強さだけなら1位」と称される力を願ったのちシーナと結ばれ、ボッジが産まれたと同時に力を得るも、息子は非力になってしまった。
後にヒリングと結ばれダイダが産まれたが契約の副作用で病気になり、次期国王にボッジを指名して死去。しかし鏡（ミランジョ）の策略によりダイダの体を乗っ取る形で復活。その後はミランジョと共に野望の実現に動くが自身の復活を快く思わず最終的にはシーナ、ミランジョの母と共に昇天していった。
ヒリング
声 - 佐藤利奈
ボッス王国王妃。ボッスの後妻でダイダの母。元僧侶で、回復呪文を得意とする。きつい性格でヒステリックな言動も多いが実際は心優しい女性で、継子であるボッジにも分け隔てなく愛情を注いでおり、ボッスの死後に遺言に背いてまでダイダを王にしたのも、人望が薄くハンデキャップを抱えるボッジが王の激務に耐えられないだろうという配慮からのものである。ボッス復活後は、体を乗っ取られたダイダを救うべくボッスとの決別を選ぶ。ボッジ即位後はカゲのことを気にする彼の背中をひと押しした。
シーナ
声 - 本田貴子
ボッス王国の前王妃で第一王子ボッジの実母。ボッス国王と同じく巨人族の出身であり、強さを求めて森で戦いに明け暮れていたところをボッスに求婚され、後にボッジを出産した。
ボッジがまだ幼いころ、ミランジョの合図で放たれた巨大な無数の矢を全身に受け、ボッジを庇いながら死亡している。しかしミランジョのことを彼女の母から聞いており、許してもいる。
ドーマス
声 - 江口拓也
ボッス王国四天王のひとり「ソードマスター」。騎士団の剣術指南役であり、ボッスの強さに憧れた「剛の剣」の使い手。ボッスからボッジの教育係に任じられるが、ボッジの非力さには諦めをつけており放任状態となっている。ダイダと試合をしたことをきっかけに彼の才能に惚れ込み、次期王を決める投票でダイダに入れる。しかし、そのことをボッジに対する不忠と見なしたダイダに失地回復としてボッジの暗殺を命じられ、共に赴いた旅先でボッジを冥府への崖から突き落とす。一度は決別したホクロを処刑から救出しようとした際、ダイダの体を乗っ取ったボッスに命じられ、ホクロを伴い冥府の扉の攻略を狙う。
ベビン
声 - 上田燿司
ボッス王国四天王のひとりで、数多の蛇を使役する『蛇使い』。王国では諜報の任に就いており、多数の蛇を使役している。悪人面だが情に厚い性格で、蛇達には愛情を持って接している。ダイダの教育係ではあるがボッジのことも相応に評価しており、デスパーへの紹介状をカゲに託した。その後、ダイダの命を受けてアピスの暗殺を試みるが失敗。返り討ちに遭って重傷を負い、瀕死のところを蛇に助けられ療養に入る。第一部終盤、手下の蛇にカゲを捜索させボッジとの再会のきっかけを作った。
過去にアピスに対抗心を燃やしており、ミツマタに紹介されたデスパーの元で修行を行うも、力が並の上と評されてしまう。しかし彼から蛇腹剣を託され鉄を切る剣を習得したことで彼に勝利した。
アピス
声 - 安元洋貴
ボッス王国四天王のひとりで、寡黙かつ冷静沈着な性格を買われ『王の槍』としてドルーシに代り王の護衛を務める長尺の槍使い。国王ボッスの遺言に従い第一王子のボッジを王にするべきと考えており、ヒリング王妃の発案による次期国王を決める投票ではボッジに票を入れた。後にボッジ派であることを理由に城を追われたが、ボッスに紹介されたミランジョの支えによって臆病な性格を克服し、四天王の地位まで登りつめたことから、ボッスとミランジョに忠誠を誓っている。
ドルーシ
声 - 田所陽向
ボッス王国四天王のひとり。王妃の護衛を務める『王妃の盾』。常にヒリング王妃の側に控えている。その実力は四天王の中でも最強と称され、真面目で実直な性格からボッス国王からの信頼も厚い。その一方で、情にもろく優しすぎるきらいがあるとも評価されており、ボッスによって王妃の護衛に回された。普段は鎧を着こんでいるためスピードは遅いが脱ぐと素早く、パワー・タフネスも高水準。四天王最強の評判通り飛び抜けて強く、アピスが一匹も倒せなかったヒリング暗殺のため送りこまれた魔獣を、三匹同時に相手にして一人で撃退するほど。しかし左目と左足を失ってしまう。
ソリー
声 - 最上嗣生
ボッス王国宰相。次期国王には第二王子のダイダこそ相応しいと考えており、国王の死後にヒリング王妃の発案で行われた決議ではダイダに投票。ボッス復活後も引き続き宰相を務めている。その後はサンデオと共に身を隠し、第一部終盤で再登場する。
サンデオ
声 - 利根健太朗
ボッス王国法相。国王ボッスの遺言に従い第一王子のボッジを次期国王にするべきと考えており、ヒリング王妃の発案による次期国王を決める決議ではボッジに投票。後にボッジに投票したことが新国王のダイダにバレ、将来的な反乱を危惧して罷免された。その後はソリーと共に身を隠し、第一部終盤で再登場する。
名前の由来は「オジサン」。
ミランジョ
声 - 坂本真綾、吉田舞香（幼少）
謎の女。とある事情により肉体を失っており、精神のみが魔法の鏡として残っている。王国を滅亡させることを考えている。その鏡はボッスより幼少のダイダに与えられ、相談相手として巧みにダイダを操る。ボッスの死後、ダイダの焦りに付け込んで言葉巧みに地下へ誘導し、ダイダの肉体を使ってボッスを復活させる。その後はヒリング暗殺を試みるなど野望の実現のために策を巡らせる。
魔法立国ホウマの生まれであり、父はボッスとの戦いで死亡。神々に対抗すべくギャクザに移住したものの人々の裏切りに遭い、母も殺された挙句顔の皮と両手を切り落とされてしまいボッスに救われ、ある魔法使いに治療してもらった後ボッスに同行するようになり、その為なら手段を選ばなくなっていった。やがて自身も戦死し、魔神によって次死ぬことがあれば魂を食うことを条件に魂を鏡に移植された。
第一部終盤、ダイダの願いを聞いた魔神によって蘇生し、ダイダに求婚されたことで彼の妻となった。「勇気の宝箱」6話ではその後子供達の教師として活躍している。
ホクロ
声 - 山下大輝
ボッス王国騎士団に所属する一般兵士。顔に目立つホクロがある。かつて母の墓前で悲しみに暮れていたとき、たまたま墓を訪れていたボッジに花を手向けてもらい、しかもその花が本来は亡き王妃に手向けるつもりのものだと知って感動。以来密かにボッジを慕い続けており、いつでもコミュニケーションが取れるようにと独学で手話も身につけている。手話の使える者としてボッジの旅にドーマスと同行するが、ドーマスによるボッジ暗殺を阻止できず処刑される寸前のところをボッス（ダイダ）に助けられる。その後は国を追放され、ドーマスと共に冥府の扉へ向かう。
ミツマタ
声 - 佐々木望
ベビンに仕える大蛇。過去に真ん中の頭部と尾の先端、左の頭の左目と右上の牙以外を潰されており、全身傷だらけである。過去にボッジとヒリングに救われたのち、国の兵士に襲われていた所をベビンに救われ洞穴に匿われていた。ボッジに読唇術を教え、回避能力を鍛えたのは彼である。
アン
声 - 樋口あかり
かつてヒリングと共に旅をしていた女戦士で、中性的な口調で話す。ミランジョ率いる冥府の罪人と魔獣相手に健闘するも、ギガンが乱入したことで窮地に立たされ、オウケンに喉元を斬られてしまう。しかしヒリングの治療で一命を取り留めた。
「勇気の宝箱」3話ではヒリングと再会するまでの経緯が描写される。旅の途中にドウが熱で倒れ、ドウはザクニ村の人達に救われた恩を返すべく村を狙うドドンの一味を撃退しようと考えヒリングと再会。事件が解決したのちにヒリングに同行した。
ドウ、トロワ、カトル
声 - 内野孝聡（ドウ）
アンの仲間の騎士達。ドウは「勇気の宝箱」3話で素性が判明。左目の下に傷がある男性で、アンとの旅の途中に熱を出し、ザクニ村の人達に救われた恩を返すべく後から来たヒリング、ドルーシを加え、自身は周囲の偵察およびドドンの部下の相手を引き受ける。
ボーヘン
声 - 遠藤大智
元一番隊長。過去にダイダに敗北して自身を失い、騎士団を辞めてしまった。過去にはベビンに対し、ボッスの命令で王直属の精鋭部隊に配属した。

### 冥府
デスハー
声 - 下山吉光
王様ランキング2位→1位の冥府の王。父から継承した超能力により、雷撃が得意。文武両道で国民からの信頼も厚い名君だが、弟のデスパーとは違い異様に裂けた口と鷲鼻という自分の容姿にコンプレックスを抱いており、彼には強い対抗心を持つ。彼とは遠い場所にいても口に手を当てることで会話ができる。第一部の終盤にランキング1位を受理した。
そして神の宝物庫にて魔神の子にオウケンを元に戻す願いを叶えてもらったが、記憶を失ってしまいボッジもその変貌ぶりにデスハーだと気づかず。しかし食料を分けてもらった見返りにボッジに危機が訪れた時にしか発動しない力を授ける。
デスパー
声 - 櫻井孝宏
デスハーの弟でボッジの師匠。金を目にすると興奮が隠せない俗物であり、自身は父の超能力を少ししか継いでおらずカゲも呆れるほど弱いがコーチングの才能は高く、ベビンをはじめ数々の弟子を育ててきた。ベビンに紹介されたボッジの非力さに当初は戸惑うが、それを逆手に取った戦法を指導することでボッジの隠れた才能を開花させた。兄とは対照的に彫りの深い整った顔立ちで女性からも受けがいいため、兄からは嫉妬されている。デスハーとは遠い場所にいても口に手を当てることで会話ができる。
城勤めを辞めた際、国に返還した愛馬の白王がいるが、デスパーしか懐かず自由にさせていたら丸々と太ってしまった。
第一部の終盤、キングボに刎ねられたオウケンの首を探しに旅に出る。その後オウケンが救われた後は弟に国の統治を願い、それをサポートすることに決めたが冥府に戻り、兄の代わりに仕事をこなすようになった。
白王（はくおう）
声 - 吉永理沙
デスパーが城に勤めていたころの愛馬。気性が荒くデスパーにしか懐かず、飼い主が不在の間に丸々と太ってしまう。「勇気の宝箱」5話では黒い馬に一目惚れしたことでダイエットを成功させるも、その馬に妻子が居ることを知り、リバウンドしてしまった。
オウケン
声 - 遊佐浩二
デスハーとデスパーの弟で、元冥府騎士団団長。通称「剣王」。超能力は全く継いでいない反面身体能力は高く、かつては心優しく謙虚な戦士であったが、25歳の時に不老不死の体質になって以来理性を失い、危険な存在となり投獄されたのち、ミランジョの手引きによって脱獄した。得意技は見えないほどの速度で小石を敵の急所に当て、動きを封じるシラサンペ（遠当て）。
第一部の終盤、ボッスによって岩の中に封じられるもキングボによって解放され、首を刎ね飛ばされる。しかし首を戻した直後、デスハーが魔神に願ったことで正気に戻り、記憶を無くしたデスハーを探しに神の宝物庫を捜索するも発見できず、島に取り残される。
隊長
声 - 左座翔丸
冥府騎士団の隊長。ボッジの潜在能力を見込んでいる。
アバン三兄弟
声 - 田所陽向（アバン）、利根健太朗（レーン）、高橋伸也（ボーン）
長男アバン、次男レーン、三男ボーンからなる暴れん坊の三兄弟。デスパーとの修行を終えたボッジ達に絡み、デスパーの悪口を言ったことで乱闘騒ぎとなるもボッジに気絶させられる。実は冥府騎士団の一員であり、デスパーによってボッジの実戦を見るべく一芝居を打っていた。
「勇気の宝箱」5話では昔馴染のフレンの失踪を知り、デスパーから事情を聞いたのちフレンを追う騎士団を足止めしたが失敗し、アバンとフレンは隊長に処刑されてしまう。しかしこれはフレンを逃がす演技であり、隊長も協力していた。最後にデスハーによるフレンへの裁定を見届ける。
ツブカデ
声 - 最上嗣生
冥府騎士団の一員。大柄で大剣を武器としている。ボッス王国への侵攻の際に百人長(アニメでは小隊長)達と共に登場し、ドーマスに敗北。

#### 罪人達
ミランジョの手引きにより冥府を脱走し、ボッス王国を襲撃した罪人達。
ブラック、レッド
声 - 利根健太朗、安元洋貴
通称黒髪のブラックと赤髪のレッドと呼ばれる殺し屋。金で動くうえに気まぐれ。
レッドはアピスに敗北し、ブラックはゾックの身代わりとしてオウケンに斬られたのち二人共デスパーと隊長によって強制送還された。
ギガン
声 - 金子隼人
恐ろしい怪力と鋼の身体を持つギガンテス。サトゥンとの抗争中にデスハーに雇用されたが、敵軍がギガンテスを率いていたことから自軍によって多数の同胞を虐殺され、反乱を起こした為にオウケンに鎮圧されて投獄された。
持ち前の怪力でボッス王国の精鋭を追い詰めたが自身を打ち負かしたボッジの力を認め、デスパーの説得を受けたデスハーによって冥府騎士団へと迎え入れられた。
ゾック
声 - 最上嗣生
冥府の荒くれ者を束ねる山賊の頭で、小心者のフリをして毒霧を吐く小悪党。レッドを下したアピスを毒で戦闘不能に追い込むがボッジとオウケンに阻まれ、最終的にレッド、ブラックと共に冥府へ強制送還された。
キングボ
声 - 遠藤大智
過去に王様ランキング1位となった父（声 - 大畑伸太郎）の裏切りに遭い国を滅ぼされた王族で、ゾック曰く傲慢で嫌な奴だが罪人の中で最強。しかしオウケンに半殺しにされ、ゾックに投げ飛ばされるもベビンの蛇達のお陰で生き延びる。その後オウケンの首を遥か遠くまで刎ね飛ばすことで借りを返し、そのまま逃げ去っていった。

### クヒャ国
前国王
メッヒの祖父。強い力でクヒャ国を築き、メッヒが幼いころに死亡したが、他国に攻められた際に復活して敵を蹴散らし、再び死亡。
国王
メッヒの父。国を建てた前王に代わり国を治めている。力が無いものの運と人望に長けており、困っている時は誰かが助けてくれるという。過去に行き倒れのオーナを救い、彼が大金持ちの商人になって戻ってきたことで国が豊かになった。
手話を心得ており、ボッジと同盟を結んだ。
メッヒ
クヒャ国の姫で、男言葉を話す。
オヤーブ
右足が不自由な男で、松葉杖型の仕込み剣と長剣を所有している。オーナをチンピラから救ったことで気に入られ、王に紹介された。
実は三つの団を束ねる盗賊の親分で、自身を特別な存在だと思う一方他者を馬鹿だと見下しており、危機を逃れるためなら部下を捨て駒にするなど非情な性格。足の不自由も演技であり、善人のフリをしてボッジとカゲを引き入れようとしたが、ボッジがザキ神の魔法で死にゲスラン軍を殺さなかったことを知ると掌を返すように彼を見限る。
その後はボッジが将来王になったら裏で操る事を画策し、彼に親しいカゲに恩を売るべく自身の子分が助けてくれるという謎の物体を託す。
オーナ
国の商人を束ねている人物。行き倒れていた所を王様に助けられ、大金持ちの商人となった事で国を発展させた。

### カゲの一族
カゲ
カゲの母
声 - 豊口めぐみ
その昔、カゲを逃がすべくボー王国のゲスラン軍に単身挑み、殺害されてしまう。
あの世とこの世の境界線でこちらに来たカゲを誘うも、現世に未練のあるカゲを尊重した。

### 神々
魔神
声 - 田所陽向、野地祐翔（幼少期）
他人の願いを叶える役割を持つ神で、英雄が死ぬと現れると言い伝えられている。本来は子供の姿をしているが、人々の願いを叶えていくにつれ醜い姿になってしまう。
ボッスとミランジョが出会った個体は過去に幼少期のミランジョと面識があり、ボッスの「世界一強い男になりたい」という願いをこれから産まれるボッジの力とボッスの寿命を代償に叶え、ミランジョが瀕死の重傷を負った際は次に死ぬ時彼女の魂を食うことを条件に、魂を鏡に移植した。
第一部の終盤、ミランジョの鏡が破壊された時に再登場し、撥ねられた首を返してもらうことを条件にダイダの「ミランジョの蘇生」を叶える。
神々の宝物庫に閉じ込められている個体はデスハーの記憶を代償にオウケンを元に戻した。
サトゥン
声 - 斉藤次郎
冥府の元国王。不老不死を求めて多くの民を犠牲にしており、その過程で人間との間にデスハー、デスパー、オウケンをもうけた。デスハーとデスパーには興味を示さない一方、オウケンの不死の身体に注目していた。息子達と国の覇権を争った後、デスハーによって討たれる。
チャビ神
声 - 遠藤大智
ギャクザを訪れた神。ホウマに全てを奪われたと訴えるギャクザ人に協力する素振りを見せるも、結局はギャクザもホウマも見捨てた。
後にボッスを返り討ちに遭わせるも、魔神と契約して力を得たボッスとの再戦で討たれた。
ザキ神
クヒャ国を狙うゲスランが客人として招き入れた神。最強と言われる即死魔法を使い、多くの者を殺してきた。
王様ランキング協会審査員を標的とするが相手にならず、ゲスラン軍を気絶させたボッジを殺害したのち、カゲを利用し何処へと去る。

### ボー王国/ゲスラン国
ゲスラン
声 - 最上嗣生
ボー王国の宰相だった男。カゲの一族を皆殺しにしたのち病死したボー王に代わり、カゲの一族の死体を利用しゲスラン国の王となり国を急速に発展させた。
第二部ではクヒャ国の占領を目的としており、盗賊に国を襲わせたうえで彼等を撃退し、民衆の支持を得て乗っ取る計画を立てていたが、ボッジとオヤーブとザキ神に阻まれた。
ポイーズ
声 - 佐藤はな
ボー王国の伯爵令嬢。母を殺されたカゲをぬいぐるみの中に匿い、国外へと逃がした。執事曰くボー王に目をつけられて危険な状態だという。コミックス13巻の書き下ろしエピソードではその後、毒森の化物達と共に生活している。
キョウ
声 - 緑川光
ボー王国最強の剣士。顔は陰気だが正義感は強く、過去に猛牛が襲ってきた際カゲを含む国民を救助し、カゲの憧れの対象となった。
ヨワン騎士団
毒森に巣食う化物の討伐隊。
サディ
元ゲスラン国所属、現クヒャ国の兵士長。国の誰よりも強く、悪党の見分けをつけられるが少し意地悪な所があり、自分の欲望に忠実なサディストでかつ些細なことで女子供に手を上げる乱暴者。
しかし裏ではメッヒを立てるべく汚れ役を買って出ており、兵士長の役目も全うしている。
リンギ
表向きはクヒャ国副長だが、クヒャ国を乗っ取るべく盗賊と手を組んでいた。幼少のころゲスラン軍に故郷を滅ぼされて拉致された過去を持ち、ボッジによって計画を阻止されると奴隷に降格されたが、ゲスラン軍が撤退した後はボッジとカゲに対ゲスランへの協力姿勢を見せる。
ルルー
毒森の化物退治に名乗りを上げた三人の騎士団長の一人。だらしない顔立ちの大柄な中年男性で、自身の掟を他者に強要する癖がある。誰にも声をかけてもらえなかったが他二人の団長に入団を拒否されたボッジとカゲを入団させようとする。ボッジを軽くあしらう程の実力。

### その他
審査員
声 - 中野泰佑
王様ランキング協会の審査員。王の実力を測るゴーレムを召喚したり地面を砕く術を使う。
チバン
コミックス15巻描き下ろしエピソード「盗賊首領 オヤーブ」に登場。カゲがまだボッジと出会う前、とある町で一番の金持ちだった男。オヤーブのおだてに気を良くして彼を家に招き入れようとするも、オヤーブの部下達に殺害された。

### アニメオリジナルのキャラクター
いずれも勇気の宝箱に登場。
ドドン
声 - 木村雅史
3話「ヒリングの旧友」に登場。ザクニ村を流れる川の砂金を狙っている二十人程の山賊団の頭で、周辺地域では名が知れている。尾根を拠点としており、警戒も厳しいためヒリング、ドルーシ、アン、ドウは夜明け前に奇襲をかけた。
左目から口元にかけて十字の傷がある大男で、巨大な金鎚を持ち、その怪力でアンを追い詰めるもヒリングの放った光に怯んだことで逆転され重傷を追ってしまう。しかしヒリングの魔法で治療され、次また悪事を働けば傷口が開いて死ぬという出まかせを真に受け、部下と共に村の為に尽くすようになった。
フレン
声 - 岡野友佑
4話、5話「冥府の掟」に登場。オウケンの副官で、彼の為なら命を賭けるほど。アバン三兄弟とも昔馴染。オウケンを不老不死から救うには魔神の首が必要であると知り、魔神の捜索をデスハーに願い出るも、魔物は冥府の外に出てはいけないという掟により断られたため国外に逃走し、騎士団に追われる身となる。
地上で魔神の手がかりを探すなかで隊長に追い詰められ、健闘も虚しく処刑されたかのように見えたがアバン三兄弟と隊長の演技であり逃走に成功。そして魔神の手がかりとしてミランジョの居るボッス王国の情報をデスパーに教えたのちデスハーの元へ出頭。フレンの死を聞かされていたデスハーからはフレンの名を語る不届き者と見なされ、冥府からの追放処分を受けた。
ピッピ
6話「王になったボッジ」に登場。ボッス王国のとある住民が飼っている青い小鳥。飼い主とはぐれた後に遠くの森でカゲと出会い、事情を察したカゲの後押しとベビンの助太刀によって飼い主の所に戻る。
チャンピオン
声 - 岩崎征実
7話「四天王の宴」に登場。本名は不明。腕相撲で負け知らずの男で、ドーマスを挑発しホクロの提案通り自身が勝ったら一人につき金貨100枚、負けたら謝罪する事を条件に四天王に腕相撲を挑み、アピス以外の三人に勝利。裏では金貨10枚でホクロから四天王に勝負を挑み、最後はわざと負けるよう頼まれていたが、このままアピスに勝てばさらに金貨を300枚の計600枚貰えるため、アピスに手加減無しの勝負を挑む。
しかし他の三人のアドバイスを聞いたアピスに敗北した。

## 用語
王様ランキング
高名な騎士の人数、町の発展度、王の強さを基準に各国の王をランク付けしたもの。一位になった王は神の宝物庫から好きな宝を一つ貰えるが、デスハーを除く歴代の王は皆同じ剣を選んで魅了され、行方不明になるか気が触れたという。
その剣は神の文字が浮かび上がり、読めれば何でも願いが叶うというが、誰にも読めず毎回違う文字が出る。また外気に触れた途端に朽ち果てるので、それを防ぐべく所有者は剣に血を吸わせるべく大量殺人を行ったことが示唆される。
カゲの一族
暗殺を生業にした影のような姿の生物で、命令があれば女子供や老人や病人ですら仕留める。闇に紛れていれば最強である反面、姿を見られれば最弱とされる。一度主君を決めたら絶対に裏切らずボー王国に仕えていたが、突如王を殺そうとしてカゲ以外皆殺しにされた。
身体の中はそれぞれ別の場所に繋がっているらしく、作中ではゲスラン国やザキ神がそれを利用した。
巨人族
名前の通りの巨体であり何でも食べる為、恐ろしく頑丈な胃を持ち並大抵の毒が効かない。また女性は一人につき子を一人しか産めない。
地獄の門
呪いガスによって時折炎の吹き出る大穴で、穴の下は冥府と繋がっており穴の近隣にも町がある。
冥府
地獄の門の下に広がる国で、かつては多種族の争いが絶えなかったが現在は前国王サトゥンの息子デスハーが圧倒的な力で治めている。最強の騎士団である冥府騎士団を従えており、彼らは冥府から逃げた魔物を執念深く追跡して容赦なく始末する。
第一部終盤、デスハーが神々の宝物庫に向かった後に国は滅んだ。
ホウマ
心優しい魔法使い達が住む魔法立国。神にしか使えない魔法を習得し、人間を奴隷にする神々に初めて立ち向かった。しかし一度敗北したことで劣勢となり、隣のギャクザ国の文明を発達させ協力を求めたもののギャクザ人の裏切りに遭い、悪評が立ったのちホウマ人は逃亡した。
ギャクザ
ホウマの隣国。近隣の大国による支配や搾取が原因で他者を欺き、自己保身をして生きてきた。神々の国に近いのもあり、自国が優れているという盲信から国土を発展させてくれたホウマ人からの恩を仇で返し、神々に寝返ったもののチャビに見捨てられる。
その後ミランジョに残虐な行為を働いたことでボッスの怒りを買い、多くの国民が虐殺された。
神々
人間の国を次々と支配し、奴隷にしている一族。自身しか使えないはずの魔法を使ったホウマの抵抗で人間との意識が変わり、太古の力すら失ってきたため新たに人間を支配する方法を見つける次期に来ているという。
神の宝物庫
王様ランキング１位になった王が案内される宝物庫。神すら押し戻す門番が守護しており、宝の他に複数の謎の人物が居たり魔神が結界に閉じ込められている。
毒森
毒を撒き散らす化物とポイーズが住んでいる森。湿気が強く燃やすことは不可能。

## 書誌情報
- 十日草輔 『王様ランキング』 KADOKAWA〈ビームコミックス〉、既刊19巻（2025年6月12日現在）
  1. 2019年2月12日発売[8]、ISBN 978-4-04-735517-0
  2. 2019年2月12日発売[27]、ISBN 978-4-04-735518-7
  3. 2019年4月12日発売[28]、ISBN 978-4-04-735599-6
  4. 2019年6月12日発売[29]、ISBN 978-4-04-735684-9
  5. 2019年8月10日発売[30]、ISBN 978-4-04-735719-8
  6. 2019年12月12日発売[31]、ISBN 978-4-04-735807-2
  7. 2020年4月11日発売[32]、ISBN 978-4-04-735854-6
  8. 2020年8月12日発売[33]、ISBN 978-4-04-736228-4
  9. 2020年12月11日発売[34]、ISBN 978-4-04-736458-5
  10. 2021年4月12日発売[35]、ISBN 978-4-04-736602-2
  11. 2021年8月12日発売[36]、ISBN 978-4-04-736743-2
  12. 2021年12月10日発売[37]、ISBN 978-4-04-736868-2
  13. 2022年4月12日発売[38]、ISBN 978-4-04-737007-4
  14. 2022年8月12日発売[39]、ISBN 978-4-04-737154-5
  15. 2022年12月12日発売[40]、ISBN 978-4-04-737284-9
  16. 2023年4月12日発売[41]、ISBN 978-4-04-737446-1
  17. 2023年8月12日発売[42]、ISBN 978-4-04-737598-7
  18. 2023年12月12日発売[43]、ISBN 978-4-04-737742-4
  19. 2025年6月12日発売[44]、ISBN 978-4-04-738454-5
- 『王様ランキング 完全設定資料集』KADOKAWA、2021年12月10日発売[45][46]、ISBN 978-4-04-736886-6
- ノベライズ:八奈川景晶 原作:十日草輔『小説 王様ランキング』角川文庫
  - 前編:2021年12月21日発売[47]、ISBN 9784041118900
  - 後編:2022年03月23日発売[48]、ISBN 9784041118917

## テレビアニメ

### アニメ『王様ランキング』
2021年10月から2022年3月までフジテレビの『ノイタミナ』枠ほかにて2クール連続で放送された。WIT STUDIO設立10周年記念作品。ナレーションは窪田等。原作の第一部（1巻1話〜12巻155話）が映像化された。

#### スタッフ
- 原作 - 十日草輔『王様ランキング』[6]
- 監督 - 八田洋介[6]
- 副監督 - 今井有文[6]
- シリーズ構成 - 岸本卓[6]
- キャラクターデザイン - 野崎あつこ[6]
- サブキャラクターデザイン - 河毛雅妃[6]
- チーフ演出 - 渕上真[6]
- メインアニメーター - 大城勝、小笠原真、藤井望[6]
- 美術監督 - 金子雄司[6]
- 美術設定 - 藤井一志[6]
- 色彩設計 - 橋本賢[6]
- 撮影監督 - 出水田和人、上田程之[6]
- 編集 - 廣瀬清志[6]
- 音響監督 - えびなやすのり[6]
- 音響効果 - 緒方康恭[6]
- 音楽 - MAYUKO[6]
- 音楽制作 - アニプレックス
- 音楽プロデューサー - 舩橋宗寛
- チーフプロデューサー - 瓜生恭子、尾崎紀子
- プロデューサー - 井上めぐみ、大島和樹、岡田麻衣子
- アニメーションプロデューサー - 岡田麻衣子[6]
- アニメーション制作 - WIT STUDIO[6]
- 制作 - アニメ「王様ランキング」製作委員会（アニプレックス、フジテレビジョン、KADOKAWA、BANDAI SPIRITS、WIT STUDIO、電通）

#### 主題歌
「BOY」
King Gnuによる第1クールオープニングテーマ。作詞・作曲は常田大希、編曲はKing Gnu。
「裸の勇者」
Vaundyによる第2クールオープニングテーマ。作詞・作曲・編曲はVaundy。
「Oz.」
yamaによる第1クールエンディングテーマ。作詞・作曲は泣き虫☔︎、編曲は浅野尚志。
「Flare」
miletによる第2クールエンディングテーマ。作詞はmilet、作曲はmiletと蔦谷好位置、編曲は蔦谷好位置。

#### 各話リスト
| 話数       | サブタイトル     | 脚本     | 絵コンテ                 | 演出                             | 作画監督 | 総作画監督                 | 初放送日        |
| ---------- | ---------------- | -------- | ------------------------ | -------------------------------- | --- | -------------------------- | --------------- |
| 第一話     | 裸の王子         | 岸本卓   | 八田洋介                 | 八田洋介                         | 野崎あつこ | -                          | 2021年 10月15日 |
| 第二話     | 王子とカゲ       | 岸本卓   | 八田洋介                 | 渕上真                           | 荒尾英幸 河毛雅妃 | 河毛雅妃                   | 10月22日        |
| 第三話     | 新しい国王       | 岸本卓   | 今井一暁                 | 今井一暁                         | 阿部愛由美 山下菜摘 野崎あつこ | 野崎あつこ                 | 10月29日        |
| 第四話     | 初めての旅       | 岸本卓   | 渕上真                   | 渕上真                           | 万怡 江湧 前田義宏 | 河毛雅妃                   | 11月5日         |
| 第五話     | からみあう陰謀   | 岸本卓   | 田頭しのぶ               | 岡村正弘                         | 荒尾英幸 島袋奈津希 野崎あつこ 北村晋哉 上宇都辰夫 | 野崎あつこ                 | 11月12日        |
| 第六話     | 冥府の王         | 岸本卓   | 仲澤慎太郎               | 江副仁美                         | 小川麻衣 斎藤美香 前原薫 中田久美子 | 河毛雅妃                   | 11月19日        |
| 第七話     | 王子の弟子入り   | 岸本卓   | 御所園翔太               | 御所園翔太                       | 安部愛由美 御所園翔太 野崎あつこ 野田猛 中田久美子 万怡 島袋奈津希                                                                                                | 野崎あつこ                 | 11月26日        |
| 第八話     | 夢のいけにえ     | 岸本卓   | 渕上真                   | 鎌倉由実                         | 渡部由紀子 吴耀 湯団 山村俊了 吉田和香子 | 河毛雅妃                   | 12月3日         |
| 第九話     | 王妃と盾         | 岸本卓   | 今井有文                 | 今井有文                         | 荒尾英幸 北村友幸 日浦玲奈 野崎あつこ 小笠原真 土上いつき 藤本航己 村田理 前並武志 spike 桝田浩史 今井有文 青木駿介                                               | 野崎あつこ                 | 12月10日        |
| 第十話     | 王子の剣         | 岸本卓   | 手島舞                   | 手島舞                           | 山村俊了 浪上悠里 日浦玲奈 前原薫 池津寿恵 斎藤美香 | 河毛雅妃                   | 12月17日        |
| 第十一話   | 兄と弟           | 岸本卓   | 愛敬亮太                 | 愛敬亮太                         | 山本祐子 北村友幸 万怡 郭馨遠 中田久美子 日浦玲奈 楊鋭 | 野崎あつこ                 | 12月24日        |
| 第十二話   | 戦いの足音       | 岸本卓   | 笹木信作                 | 渕上真                           | 阿部愛由美 島袋奈津希 金採恩 西村彩 北村晋哉 | 河毛雅妃                   | 2022年 1月7日   |
| 第十三話   | 王国の乱れ       | 岸本卓   | 宮地昌幸                 | 熊野千尋 なかがわあつし          | 大城勝 SNIPES 荒尾英幸 河内佑 | 野崎あつこ                 | 1月14日         |
| 第十四話   | 王子の帰還       | 岸本卓   | 鎌倉由実                 | 鎌倉由実                         | 吉田和香子 下妻日紗子 石川真理子 翁朝偉 楊鋭 渡辺愛 湯団 | 河毛雅妃                   | 1月21日         |
| 第十五話   | 冥府騎士団       | 河口友美 | 笹木信作                 | 江副仁美                         | 小川麻衣 北村友幸 鴨居知世 前原薫 大房彩花 高野奈央 | 鴨居知世                   | 1月28日         |
| 第十六話   | 王の威厳         | 河口友美 | 北井嘉樹 金森陽子 手島舞 | 手島舞                           | 万怡 山本祐子 SNIPES 金採恩 大房彩花 冨樫友紀 荒尾英幸 オ スミン 上関彩花                                                                                         | 河毛雅妃 野崎あつこ        | 2月4日          |
| 第十七話   | 不死の呪い       | 石井風花 | 誌村宏明                 | 平向智子 佐藤光敏 なかがわあつし | 大城勝 阿部愛由美 山本祐子 西村彩 河内佑 中田久美子 | 野崎あつこ                 | 2月11日         |
| 第十八話   | 神々との争い     | 石井風花 | 仲澤慎太郎               | 渕上真 佐藤光敏 江副仁美         | 大房彩花 荒尾英幸 小川麻衣 鴨居知世 金採恩 冨樫友紀 中田久美子 上関彩花 河毛雅妃 SNIPES                                                                           | 河毛雅妃                   | 2月18日         |
| 第十九話   | 最後の砦         | 岸本卓   | 高橋敦史                 | 今井有文                         | 万怡 西村彩 島袋奈津希 阿部愛由美 山本祐子 北村友幸 大城勝 小笠原真                                                                                               | 野崎あつこ                 | 2月25日         |
| 第二十話   | "不死身"対"無敵" | 岸本卓   | 鎌倉由実                 | 鎌倉由実                         | 桜井正明 名倉智史 吉田和香子 石川真理子 渡辺愛 | 河毛雅妃                   | 3月4日          |
| 第二十一話 | 王の剣           | 岸本卓   | 御所園翔太               | 御所園翔太                       | 金採恩 荒尾英幸 山本祐子 鴨居知世 野田猛 島袋奈津希 野崎あつこ 御所園翔太 オ スミン 河内佑 土上いつき 桝田浩史                                                    | 野崎あつこ                 | 3月11日         |
| 第二十二話 | 魔神との約束     | 岸本卓   | 北井嘉樹                 | 江副仁美                         | 阿部愛由美 郭馨遠 揚鋭 桜井正明 西村彩 北村友幸 渡部由紀子 中田久美子 小川麻衣 王世林 SNIPES                                                                      | 河毛雅妃                   | 3月18日         |
| 第二十三話 | 王様と太陽       | 岸本卓   | 金世俊 八田洋介          | 金世俊 八田洋介                  | 大房彩花 大城勝 万怡 冨樫友紀 SNIPES 上関彩花 北村友幸 西村彩 中田久美子 阿部愛由美 村田理 藤沢研一 吉田奏子 藤井望 ロネクレア 小笠原真 金世俊 今井有文 オ スミン | 野崎あつこ 河毛雅妃 河内佑 | 3月25日         |

#### 放送局
| 放送期間                       | 放送時間                     | 放送局             | 対象地域       | 備考      |
| ------------------------------ | ---------------------------- | ------------------ | -------------- | --------- |
| 2021年10月15日 - 2022年3月25日 | 金曜 0:55 - 1:25（木曜深夜） | フジテレビ         | 関東広域圏     | 製作参加  |
|                                |                              | 岩手めんこいテレビ | 岩手県         |           |
|                                |                              | さくらんぼテレビ   | 山形県         |           |
|                                |                              | 福島テレビ         | 福島県         |           |
|                                |                              | サガテレビ         | 佐賀県         |           |
|                                | 金曜 1:05 - 1:35（木曜深夜） | テレビ愛媛         | 愛媛県         |           |
|                                | 金曜 1:20 - 1:50（木曜深夜） | 秋田テレビ         | 秋田県         |           |
|                                | 金曜 1:30 - 2:00（木曜深夜） | 長野放送           | 長野県         |           |
|                                |                              | テレビ静岡         | 静岡県         |           |
|                                |                              | 鹿児島テレビ       | 鹿児島県       |           |
|                                | 金曜 1:40 - 2:10（木曜深夜） | 仙台放送           | 宮城県         |           |
|                                | 金曜 1:45 - 2:15（木曜深夜） | NST新潟総合テレビ  | 新潟県         |           |
|                                |                              | テレビ熊本         | 熊本県         |           |
|                                | 金曜 1:55 - 2:25（木曜深夜） | テレビ西日本       | 福岡県         |           |
|                                | 金曜 2:00 - 2:30（木曜深夜） | テレビ新広島       | 広島県         |           |
|                                | 金曜 2:07 - 2:37（木曜深夜） | 東海テレビ         | 中京広域圏     |           |
|                                | 金曜 2:25 - 2:55（木曜深夜） | 関西テレビ         | 近畿広域圏     |           |
| 2021年10月16日 - 2022年3月26日 | 土曜 22:00 - 22:30           | アニマックス       | 日本全域       | BS/CS放送 |
| 2021年10月20日 - 2022年3月30日 | 水曜 1:50 - 2:20（火曜深夜） | 北海道文化放送     | 北海道         |           |
| 2021年10月22日 - 2022年4月1日  | 金曜 0:55 - 1:25（木曜深夜） | 高知さんさんテレビ | 高知県         |           |
| 2021年12月21日 - 2022年5月31日 | 火曜 1:50 - 2:20（月曜深夜） | さんいん中央テレビ | 島根県・鳥取県 | [ 56 ]    |

| 配信開始日                                                         | 配信時間                   | 配信サイト |
| ------------------------------------------------------------------ | -------------------------- | --- |
| 2021年10月15日                                                     | 金曜 1:55（木曜深夜） 更新 | Amazon Prime Video |
| 2021年10月29日                                                     | 金曜 0:00（木曜深夜） 更新 | FOD U-NEXT バンダイチャンネル TSUTAYA TV HAPPY!動画 ムービーフルPlus ビデオマーケット GYAO!ストア DMM.com music.jp ニコニコチャンネル ひかりTV |
| すべて各話購入による配信。Amazon Prime Videoでは見放題配信も実施。 |                            | |

| フジテレビ ノイタミナ | フジテレビ ノイタミナ | フジテレビ ノイタミナ                   |
| 前番組                | 番組名                | 次番組                                  |
| --------------------- | --------------------- | --------------------------------------- |
| 平穏世代の韋駄天達    | 王様ランキング        | 四畳半神話大系 （再放送・第12話初放送） |

#### BD / DVD
| 巻 | 発売日        | 収録話          | 規格品番     | 規格品番     |
| 巻 | 発売日        | 収録話          | BD BOX       | DVD BOX      |
| -- | ------------- | --------------- | ------------ | ------------ |
| 1  | 2022年1月12日 | 第1話 - 第5話   | ANZX-15601/3 | ANZB-15601/3 |
| 2  | 2022年3月16日 | 第6話 - 第11話  | ANZX-15604/6 | ANZB-15604/6 |
| 3  | 2022年5月18日 | 第12話 - 第17話 | ANZX-15607/9 | ANZB-15607/9 |
| 4  | 2022年7月20日 | 第18話 - 第23話 | ANZX-15610/2 | ANZB-15610/2 |

### アニメ『王様ランキング 勇気の宝箱』
『王様ランキング 勇気の宝箱』（おうさまランキング ゆうきのたからばこ）は、前作と同様フジテレビ『ノイタミナ』枠ほかにて2023年4月から6月まで放送された。なお、本作の内容は前作で語られなかったスペシャルエピソードとなっており、「第2期」とは銘打たれていない。

#### スタッフ（勇気の宝箱）
- 原作 - 十日草輔『王様ランキング』[59]
- 監督 - 八田洋介[59]
- シリーズ構成 - 岸本卓[59]
- キャラクターデザイン - 野崎あつこ[59]
- サブキャラクターデザイン - 村田理[59]
- チーフ演出 - 渕上真[59]
- 美術監督 - 金子雄司[59]
- 美術設定 - 藤井一志[59]
- 色彩設計 - 橋本賢[59]
- 撮影監督 - 上田程之[59]
- 編集 - 廣瀬清志[59]
- 音響監督 - えびなやすのり[59]
- 音響効果 - 緒方康恭[59]
- 音楽 - MAYUKO[59]
- 音楽制作 - アニプレックス
- 音楽プロデューサー - 舩橋宗寛
- チーフプロデューサー - 瓜生恭子
- プロデューサー - 井上めぐみ、大島和樹、岡田麻衣子
- アニメーションプロデューサー - 岡田麻衣子[59]
- アニメーション制作 - WIT STUDIO[59]
- 制作 - アニメ「王様ランキング 勇気の宝箱」製作委員会（アニプレックス、フジテレビジョン、KADOKAWA、BANDAI SPIRITS、WIT STUDIO、電通）

#### 主題歌（勇気の宝箱）
「GOLD」
PEOPLE 1によるオープニングテーマ。作詞・作曲はDeu、編曲はNobuaki TanakaとHajime Taguchi。
「あてもなく」
Aimerによるエンディングテーマ。作詞はaimerrhythm、作曲は飛内将大、編曲は玉井健二と飛内、ストリングス編曲は室屋光一郎。

#### 評価（勇気の宝箱）
クランチロール・アニメアワード2024において、最優秀ファンタジー作品賞、「何があっても守りたい 」キャラクター賞（ボッジ）にノミネートされた。

#### 各話リスト（勇気の宝箱）
| 話数   | サブタイトル     | 脚本     | 絵コンテ                     | 演出                         | 作画監督                                                              | 総作画監督                   | 初放送日       |
| ------ | ---------------- | -------- | ---------------------------- | ---------------------------- | --------------------------------------------------------------------- | ---------------------------- | -------------- |
| 第一話 | カゲのおつかい   | 河口友美 | 渕上真                       | 渕上真                       | 村田理                                                                | -                            | 2023年 4月14日 |
| 第一話 | 王子とお金       | 河口友美 | 渕上真                       | 渕上真                       | 大房彩花                                                              | -                            | 2023年 4月14日 |
| 第二話 | 荒野の獣         | 石井風花 | 高橋敦史                     | 細川慶胤                     | 荒尾英幸                                                              | 村田理                       | 4月21日        |
| 第二話 | ふしぎな砂漠     | 石井風花 | 高橋敦史                     | 平向智子                     | 北村友幸 山本祐子 西村彩 SNIPES                                       | 村田理                       | 4月21日        |
| 第三話 | ヒリングの旧友   | 河口友美 | 笹木信作                     | 渕上真                       | 加藤万由子 小川麻衣 山本祐子                                          | 野崎あつこ                   | 4月28日        |
| 第三話 | ダイダと魔法     | 河口友美 | 野崎あつこ                   | 野崎あつこ                   | 野崎あつこ                                                            | -                            | 4月28日        |
| 第四話 | 不死と三兄弟     | 石井風花 | 八田洋介                     | 八田洋介                     | 大房彩花 村田理 荒尾英幸 小川麻衣 加藤万由子                          | 村田理                       | 5月5日         |
| 第五話 | 冥府の掟         | 石井風花 | 田頭しのぶ                   | 田頭しのぶ                   | 田頭しのぶ                                                            | 野崎あつこ                   | 5月12日        |
| 第五話 | 恋する白馬       | 石井風花 | 田頭しのぶ                   | 田頭しのぶ                   | 田頭しのぶ                                                            | 野崎あつこ                   | 5月12日        |
| 第五話 | 優しき兵士ホクロ | 石井風花 | 田頭しのぶ                   | 田頭しのぶ                   | 田頭しのぶ                                                            | 野崎あつこ                   | 5月12日        |
| 第六話 | 王になったボッジ | 河口友美 | 金子祥之                     | 金子祥之                     | 小磯由佳 久慈陽子 西村彩                                              | 村田理                       | 5月19日        |
| 第六話 | ダイダ王の憂鬱   | 河口友美 | 金子祥之                     | 金子祥之                     | 北村友幸 西村彩 小磯由佳                                              | 村田理                       | 5月19日        |
| 第七話 | 薄ら笑いの蛇使い | 河口友美 | 高橋敦史                     | 亀田祥倫                     | 大房彩花 万怡 亀田祥倫                                                | 野崎あつこ                   | 5月26日        |
| 第七話 | 四天王の宴       | 河口友美 | 亀田祥倫                     | 亀田祥倫                     | 丹羽弘美                                                              | 野崎あつこ                   | 5月26日        |
| 第八話 | カゲのあこがれ   | 石井風花 | 斉藤光                       | 渕上真 細川慶胤              | 山本祐子 西村彩 小川麻衣                                              | 村田理                       | 6月2日         |
| 第八話 | 偉大な母         | 石井風花 | 加賀遼也（ディレクター）     | 加賀遼也（ディレクター）     | 加賀遼也（ディレクター）                                              | 加賀遼也（ディレクター）     | 6月2日         |
| 第九話 | ミランジョと魔神 | 石井風花 | Akino Fukuji（ディレクター） | Akino Fukuji（ディレクター） | Akino Fukuji（ディレクター）                                          | Akino Fukuji（ディレクター） | 6月9日         |
| 第九話 | 王子と宝物       | 石井風花 | 渕上真                       | 渕上真 細川慶胤              | 北村友幸 小磯由佳 小川麻衣 西村彩 久慈陽子                            | 野崎あつこ                   | 6月9日         |
| 第十話 | 剣王の復活       | 岸本卓   | 八田洋介                     | 八田洋介                     | 大房彩花 野崎あつこ 村田理 小磯由佳 津曲大介 藤沢研一 西村彩 小川麻衣 | 野崎あつこ                   | 6月16日        |

#### 放送局（勇気の宝箱）
| 放送期間                | 放送時間                     | 放送局             | 対象地域       | 備考      |
| ----------------------- | ---------------------------- | ------------------ | -------------- | --------- |
| 2023年4月14日 - 6月16日 | 金曜 0:55 - 1:25（木曜深夜） | フジテレビ         | 関東広域圏     | 製作参加  |
|                         |                              | 岩手めんこいテレビ | 岩手県         |           |
|                         |                              | さくらんぼテレビ   | 山形県         |           |
|                         |                              | 福島テレビ         | 福島県         |           |
|                         |                              | サガテレビ         | 佐賀県         |           |
|                         | 金曜 1:05 - 1:35（木曜深夜） | テレビ愛媛         | 愛媛県         |           |
|                         | 金曜 1:20 - 1:50（木曜深夜） | 北海道文化放送     | 北海道         |           |
|                         |                              | 秋田テレビ         | 秋田県         |           |
|                         | 金曜 1:30 - 2:00（木曜深夜） | 仙台放送           | 宮城県         |           |
|                         |                              | 長野放送           | 長野県         |           |
|                         |                              | テレビ静岡         | 静岡県         |           |
|                         |                              | 鹿児島テレビ       | 鹿児島県       |           |
|                         | 金曜 1:45 - 2:15（木曜深夜） | テレビ熊本         | 熊本県         |           |
|                         | 金曜 1:50 - 2:20（木曜深夜） | NST新潟総合テレビ  | 新潟県         |           |
|                         | 金曜 1:55 - 2:25（木曜深夜） | 関西テレビ         | 近畿広域圏     |           |
|                         |                              | テレビ西日本       | 福岡県         |           |
|                         | 金曜 2:00 - 2:30（木曜深夜） | テレビ新広島       | 広島県         |           |
|                         | 金曜 2:04 - 2:34（木曜深夜） | 東海テレビ         | 中京広域圏     |           |
| 2023年4月28日 - 6月30日 | 金曜 0:55 - 1:25（木曜深夜） | 高知さんさんテレビ | 高知県         |           |
| 2023年5月6日 - 7月8日   | 土曜 21:30 - 22:00           | アニマックス       | 日本全域       | BS/CS放送 |
| 2023年5月30日 - 8月15日 | 火曜 1:25 - 1:55（月曜深夜） | さんいん中央テレビ | 島根県・鳥取県 |           |

| 配信開始日                                                         | 配信時間                   | 配信サイト                                                                                      |
| ------------------------------------------------------------------ | -------------------------- | ----------------------------------------------------------------------------------------------- |
| 2023年4月14日                                                      | 金曜 1:55（木曜深夜） 更新 | Amazon Prime Video                                                                              |
|                                                                    | 金曜 12:00 更新            | FOD dアニメストア U-NEXT ニコニコチャンネル バンダイチャンネル ビデオマーケット DMM TV music.jp |
| 2023年4月17日                                                      | 月曜 0:00（日曜深夜） 更新 | J:COMオンデマンド milplus                                                                       |
| すべて各話購入による配信。Amazon Prime Videoでは見放題配信も実施。 |                            |                                                                                                 |

| フジテレビ ノイタミナ           | フジテレビ ノイタミナ     | フジテレビ ノイタミナ                  |
| 前番組                          | 番組名                    | 次番組                                 |
| ------------------------------- | ------------------------- | -------------------------------------- |
| うる星やつら（2022年版・第1期） | 王様ランキング 勇気の宝箱 | るろうに剣心 -明治剣客浪漫譚- 序幕東京 |

#### BD / DVD（勇気の宝箱）
| 巻 | 発売日       | 収録話         | 規格品番     | 規格品番     |
| 巻 | 発売日       | 収録話         | BD BOX       | DVD BOX      |
| -- | ------------ | -------------- | ------------ | ------------ |
| 上 | 2023年7月5日 | 第1話 - 第5話  | ANZX-15881/3 | ANZB-15881/3 |
| 下 | 2023年9月6日 | 第6話 - 第10話 | ANZX-15884/6 | ANZB-15884/6 |

## 劇場版アニメ
2023年6月23日（22日深夜）にフジテレビ『ノイタミナ』枠ほかにて放送された特別番組「『王様ランキング』―勇気の記念碑―」の中で、『王様ランキング』の完全新作劇場版アニメの制作決定が発表された。

## ストップモーションアニメ
王様ランキング S.H.Figuarts
S.H.Figuarts『ボッジ&カゲ』の発売を記念して配信されたコマ撮りアニメ。YouTube『BANDAI SPIRITS / バンダイスピリッツ』で配信の他、2022年3月26・27日には『Anime Japan』アニプレックスブースでも公開された。
- 監督・脚本 - ワタナベサオリ
- 監修 - 八田洋介
- アニメーションディレクター・コマ撮りアニメーション・カメラ・編集 - 稲積君将
- ロトスコープコーディネーター - 坂﨑卓哉
- ロトスコープ - Harris Raggy
- 美術 - アトリエKOCKA
- 照明 - 川口卓宏
- 音楽 - MAYUKO
- MA - GZ-TOKYO
- アフレコ監修 - えびなやすのり
- 制作プロデューサー - 岡田麻衣子、上田陽子
- 制作 - WIT STUDIO

| 話数 | サブタイトル            | 配信日         |
| ---- | ----------------------- | -------------- |
| 1    | フィギュアになった！ 篇 | 2022年 3月26日 |
| 2    | 登場 篇                 | 3月27日        |
| 3    | ボッジの剣 篇           | 3月28日        |
| 4    | 星空の下で 篇           | 3月29日        |
| 5    | 約束 篇                 | 3月30日        |

## コラボレーション
- 2018年12月19日に日本コロムビアからリリースされたCDアルバム『誰もが勇気を忘れちゃいけない〜大事なことはすべて阿久悠が教えてくれた〜』（COCP-40599-600）のジャケットイラストにボッジが起用された[65]。
- 2023年9月23日から10月12日まで、AIR TWOKYOでコラボグッズを販売した[66]。